# Mika Karttunen
Mika Karttunen (nascut el 30 de maig de 1981), és un jugador d'escacs finlandès, que té el títol de Mestre Internacional des de 2001.
A la llista d'Elo de la FIDE d'octubre de 2015, hi tenia un Elo de 2423 punts, cosa que en feia el jugador número 6 (en actiu) de Finlàndia. El seu màxim Elo va ser de 2468 punts, a la llista de gener de 2001 (posició 836 al rànquing mundial).

## Resultats destacats en competició
Ha guanyat el Campionat de Finlàndia en set ocasions, els anys 2002, 2006, 2007, 2009, 2010, 2013 i 2014. Ha representat el seu país a les Olimpíades d'escacs de 2000, 2002, 2004, 2006, 2008 i 2010.
Va guanyar la medalla d'argent individual al segon tauler al Campionat d'Europa d'escacs de clubs a Saint-Vincent (Vall d'Aosta), Itàlia, el 2005.

## Partides notables
- Mika Karttunen vs Malcolm Armstrong, Campionat d'escacs de la Unió Europea, 2006, Atac Trompowsky (A45), 1-0
- Mika Karttunen vs Sergei Movsesian, Campionat d'Europa de clubs de 2003, Atac Trompowsky (A45), 1/2-1/2
- Stuart Conquest vs Mika Karttunen, Campionat d'escacs de la Unió Europea, 2006, defensa moderna, variant Bronstein (E94), 0-1